# Silberkönig (Film)
Silberkönig ist ein US-amerikanischer Western aus dem Jahr 1948 von Albert S. Rogell mit Joan Leslie und James Craig in den Hauptrollen. Der Film wurde von Eagle-Lion Films produziert. Das Drehbuch basiert auf dem Zeitungsartikel Wild Horse Roundup, der am 28. September 1946 in der The Saturday Evening Post erschien.

## Handlung
Der Rodeoreiter Dan Bennett erhält einen Brief von Chris Johnson, dem Vorarbeiter auf der Bar-B-Ranch, der ihn vom Tod seines Vaters informiert. Dan sagt alle Vorstellungen ab und reist in seine Heimat Alberta. Mit seinem Freund Mike Kirby erreicht Dan die Ranch zum ersten Mal nach jahrelanger Abwesenheit. Es stellt sich heraus, dass Chris eine Frau ist. Dan will die Ranch verkaufen und auch mehr über Chris erfahren, von der er glaubt, sie schon einmal gesehen zu haben. Er will für einige Zeit inkognito bleiben und gibt sich als arbeitssuchender Rancharbeiter aus. Zwar wird er von dem alten Rancharbeiter Mileaway erkannt, doch der wahrt sein Geheimnis. Auch der Hund Flame erkennt sein früheres Herrchen wieder. Dan legt sich den Namen Clarence zu und wird von Chris eingestellt.
Dan erfährt, dass ein prächtiger weißer Hengst die Ranch auf der Suche nach seiner Stute aufsucht. Als der Hengst seine Stute und einige andere eingefangene Wildpferde befreien kann, erkennt Dan, dass es sich bei dem Hengst um Blizzard handelt, ein Hengstfohlen, dass er in einem Schneesturm gerettet hat. Dan will den Hengst einfangen und bei seinen Rodeo-Vorstellungen reiten. Während Chris mit den anderen Arbeitern die verbliebene Herde zusammentreibt, findet Dan Blizzard und kann ihm mit Hilfe Flames ein Seil umlegen. Beim Versuch, den Hengst zuzureiten, wird er abgeworfen. Chris eilt ihm zu Hilfe, bevor er von den Hufen getroffen wird, Blizzard nutzt die Gelegenheit zur Flucht. Chris erklärt ihm, dass sie von Anfang an gewusst habe, wer er ist. Die beiden streiten sich um die Zukunft der Ranch. Chris will nicht, dass Dan sie verkauft. Sie kann den von Dan angestrebten sofortigen Verkauf abwenden, indem sie Lohnrückstände geltend macht.
Chris ist selbst eine erfolgreiche Rodeoreiterin. Als sie erfährt, dass Dan bei der Calgary Stampede teilnimmt, will sie gegen ihn antreten. 
Vor dem letzten Wettkampf, einem Wagenrennen, teilen sich beide den ersten Platz. Beim Rennen verliert Chris ein Rad, woraufhin Dan den Wettkampf gewinnt. Als er ihr mit dem Preisgeld den Lohnrückstand auszahlen will, erkennt er, dass sie in seinem Namen vier Pferde bei einer Auktion ersteigert und damit das ganze Preisgeld ausgegeben hat. Da Dan nicht vom Verkauf abzubringen ist, will Chris die Ranch verlassen. Ihre Männer wollen sie jedoch zum Bleiben bewegen. Als Dan sich wieder auf die Suche nach dem weißen Hengst macht, begleitet Chris ihn. Er verliert seine Vorräte und Decken und muss Chris um Hilfe bitten. Beide finden Blizzard und seine Stute und treiben die Pferde zu einem Fluss. Blizzard entkommt, indem er in die Fluten springt und wegschwimmt. Dan springt in den Fluss und versucht, dem Hengst ein Lasso um den Hals zu legen. Nun erkennt Blizzard Dan als seinen einstigen Lebensretter und beruhigt sich. Dan erkennt, dass Blizzard in die Wildnis gehört und lässt ihn frei. 
Zurück auf der Ranch entdeckt Dan Blizzard und die Stute auf einer Koppel. Chris hat die Stute eingefangen, Blizzard ist den beiden dann in die Koppel gefolgt. Sie erklärt Dan, dass jedes Pferd nach einiger Zeit ihren Wandertrieb verlieren. Sie glaubt, dass Dan immer noch die Ranch verkaufen will und packt ihre Sachen. Als sie losreiten will, wird sie von Dan mit dem Lasso eingefangen.

## Produktion

### Hintergrund
Gedreht wurde der Film von Anfang Juli bis Anfang September 1947 auf der Iverson Movie Ranch hauptsächlich in Kanada am Lake Louise, im Banff-Nationalpark und in Calgary, sowie in den Universal-Studios in Universal City.

### Stab
Ray Binger schuf die visuellen Effekte. Musikalischer Direktor war Irving Friedman.

### Besetzung
In kleinen nicht im Abspann erwähnten Nebenrollen traten Eddie Acuff und Harry Shannon auf.

## Veröffentlichung
Die Premiere des Films fand am 28. Juli 1948 statt. In Österreich kam er am 11. August 1950 in die Kinos, in der Bundesrepublik Deutschland am 12. September 1950.

## Kritiken
Das Lexikon des internationalen Films schrieb: „Der profillose Film wird durch schöne Pferde- und Naturaufnahmen aufgewertet.“
Die Filmzeitschrift Cinema befand: „Schöne Pferde- und Naturaufnahmen und ein Hund, der allen die Schau stiehlt.“
Der Kritiker des TV Guide sah einen leichten, romantischen Western mit einem Polizeihund als eigentlichen Star, der allen die Schau stiehlt.